# معدل تردد الراديو

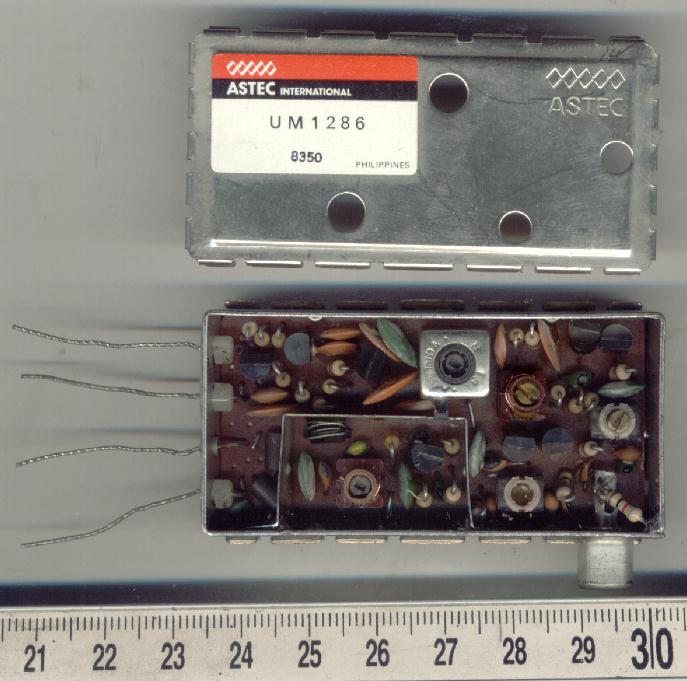
المغير UHF ASTEC UM 1286، الغطاء العلوي مفتوح

مُعدِّل الترددات الراديوية (أو مُعدِّل تردد الراديو) هو جهاز إلكتروني يكون مدخله عبارة عن إشارة النطاق الأساسي التي تُستخدم لتعديل مصدر تردد الراديو.
تُستخدم مُعدِّلات التردد اللاسلكي لتحويل الإشارات من أجهزة مثل مشغلات الوسائط وأجهزة الفيديو ووحدات التحكم في الألعاب إلى تنسيق يمكن معالجته بواسطة جهاز مصمم لاستقبال إدخال الترددات الراديو المعدل، مثل جهاز استقبال راديو أو تلفزيون.

## التاريخ
قبل إدخال معايير موصل الفيديو المتخصصة مثل SCART ، تم تصميم أجهزة التلفزيون لقبول الإشارات فقط من خلال الموصل الهوائي: تنشأ الإشارات في محطة تلفزيون، ويتم نقلها عبر الهواء، ثم يتم استقبالها بواسطة هوائي وإزالة تشكيلها داخل التلفزيون. عندما تم تطوير المعدات التي يمكن أن تستخدم جهاز استقبال تليفزيوني كجهاز عرض خاص به، مثل أجهزة VCR ومشغلات DVD وأجهزة الكمبيوتر المنزلية المبكرة وأجهزة ألعاب الفيديو، تم تعديل الإشارة وإرسالها إلى موصل إدخال RF.
ان الموصول الهوائي يعتر جدا رائع حتى القديمة جدًا. نظرًا لأن تصميمات التلفزيون اللاحقة تشتمل على مقابس فيديو مركبة وS-Video ومكوِّن، والتي تتخطى خطوات التعديل وإزالة التعديل، لم تعد المُعدِّلات مدرجة كمعدات قياسية، وأصبحت مُعدِّلات التردد اللاسلكي الآن إلى حد كبير منتجًا تابعًا لجهة خارجية، يتم شراؤها بشكل أساسي لتشغيل أحدث المعدات مثل مشغلات DVD مع جهاز تلفزيون قديم.

## القنوات
كان إخراج القناة 3/4 عبارة عن اختيار إخراج شائع للأجهزة السمعية البصرية للمستهلكين المباعة في أمريكا الشمالية والتي كان من المفترض توصيلها بجهاز تلفزيون باستخدام إشارة تردد الراديو (RF). تم توفير خيار القناة هذا لأنه كان من النادر وجود قنوات بث 3 و 4 مستخدمة في نفس السوق، أو حتى القناة 3 نفسها فقط. سمح الاختيار للمستخدم بتحديد القناة غير المستخدمة في منطقته بحيث يكون الجهاز المتصل قادرًا على توفير الفيديو والصوت على تغذية التردد اللاسلكي للتلفزيون دون تدخل مفرط من إشارة البث.
توجد بلدان أخرى لديها مخرج RF لمعدات الفيديو على مجموعات مختلفة من الترددات. على سبيل المثال، المعدات المباعة في أوروبا وجنوب إفريقيا وهونج كونج استخدمت قنوات UHF 30-39 لهذا الغرض. المعدات المباعة في اليابان تستخدم القناة 1 أو 2 (القناة 13-16 لمحولات الكابلات). مع استخدام قنوات أخرى لوظيفة تعديل التردد الراديوي في مناطق أخرى، فإن مخرج القناة 3/4 هو تسمية خاطئة لتلك المناطق.
من الشائع أيضًا وجود هذا النوع من إخراج التردد اللاسلكي على مسجلات كاسيت الفيديو (VCRs)، ومشغلات DVD المبكرة ، ووحدات التحكم في ألعاب الفيديو.
كان انتشار جهاز VCR في كل مكان مسؤولاً عن جعل المستهلكين على دراية بتعديل التردد اللاسلكي، والذي يمكن أن يفسر شعبيته الدائمة واستخدامها في جميع الوسائط الرقمية مثل وحدات تحكم ألعاب الفيديو وأقراص DVD. قد يكون التفسير الأفضل هو الإلمام بها وسهولة استخدامها، إلى جانب أجهزة التلفزيون القديمة، التي لم يكن بها وصلات للمركب أو S-video .
يعني دخول إلى DVD في وقت لاحق نسبيًا إلى السوق أن معظم اللاعبين بعد الأجيال الأولى لا يدعمون تعديل التردد اللاسلكي، وبدلاً من ذلك يعتمدون على المحولات، والتي يمكن أن تضخم الإشارة أيضًا.
أولاً - من خلال وحدات التحكم في ألعاب الفيديو من الجيل الخامس المبكرة، تستخدم هذه الطريقة بشكل شائع للاتصال بالتلفزيون، والذي تم استخدامه كجهاز صوت وفيديو للعبة، مع بعض الاختلافات (على سبيل المثال، استخدم Atari 2600 قناة 2/3 تبديل الإخراج). في كثير من الحالات، تم استخدام مُعدِّل التردد اللاسلكي لأخذ الإخراج المركب من اللعبة وتعديله قبل إرسال الإشارة إلى التلفزيون. تحتفظ وحدات التحكم في ألعاب الفيديو من الجيل الخامس وحتى الجيل الثامن الحالية بالقدرة على الإخراج من خلال مُعدِّلات التردد اللاسلكي، عادةً من خلال محول يتم شراؤه بشكل منفصل. في الآونة الأخيرة، تم تسويق بعض مزيلات تشكيل التردد اللاسلكي في أسواق غامضة عبر الإنترنت للسماح لمدخلات القناة 3 من الأجهزة القديمة بالعمل على مركب RCA في.

## التصميم
يضع تعديل التردد الراديوي المعلومات المطلوبة على إشارة الموجة الحاملة بتردد معياري. يمكن استخدام تعديل السعة أو التردد، على النحو الذي تتطلبه معدات الاستقبال.
يعد تعديل إشارة التلفزيون بصوت ستيريو أمرًا معقدًا نسبيًا؛ تنتج معظم مُعدِّلات التلفزيون المنزلي منخفضة التكلفة إشارة بصوت أحادي. حتى أن بعض الوحدات التي تحتوي على مدخلين صوتيين أو أكثر تجمع ببساطة قنوات الصوت اليمنى واليسرى في إشارة صوتية أحادية واحدة. بعضها يستخدم في أجهزة الكمبيوتر المنزلية المبكرة جدًا لم يكن لديه قدرة صوتية على الإطلاق. تفتقر معظم المُعدِّلات الأرخص (أي ليست مخصصة للاستخدام المهني) إلى ترشيح النطاق الجانبي الأثري.
تتميز مُعدِّلات التلفزيون عمومًا بالمرور التناظري، مما يعني أنها تأخذ المدخلات من الجهاز ومن إدخال الهوائي المعتاد، و «يدخل» إدخال الهوائي إلى التلفزيون، مع فقدان إدخال بسيط بسبب الجهاز المضاف. في بعض الحالات، يتم دائمًا تمرير إدخال الهوائي، بينما في حالات أخرى يتم إيقاف تشغيل إدخال الهوائي عندما يخرج الجهاز إشارة، ويتم إرسال إشارة الجهاز فقط إلى الأمام لتقليل التداخل.
تنتج مُعدِّلات الترددات الراديوية صورة رديئة تقريبا، حيث تُفقد جودة الصورة أثناء التعديل من الجهاز المصدر وإزالة التشكيل في التلفزيون.

## الاستخدامات

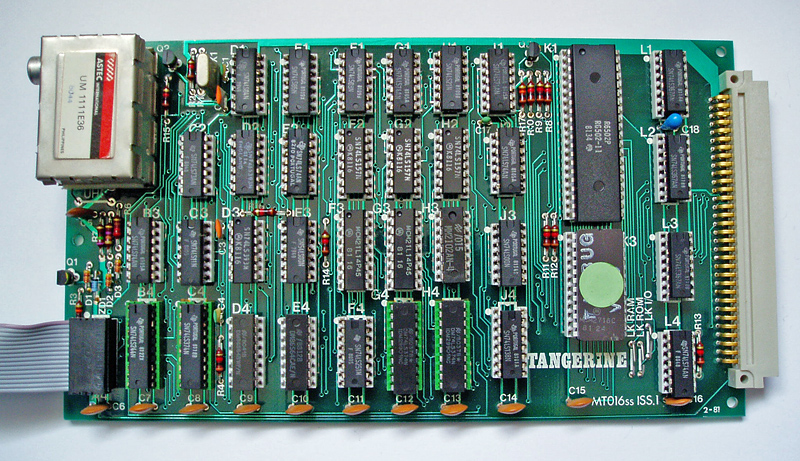
اللوحة الأم لحاسوب دقيق مبكر، Microtan 65، يظهر مغير التلفزيون ASTEC 1111EM36 UHF بغلاف فضي في أعلى اليسار

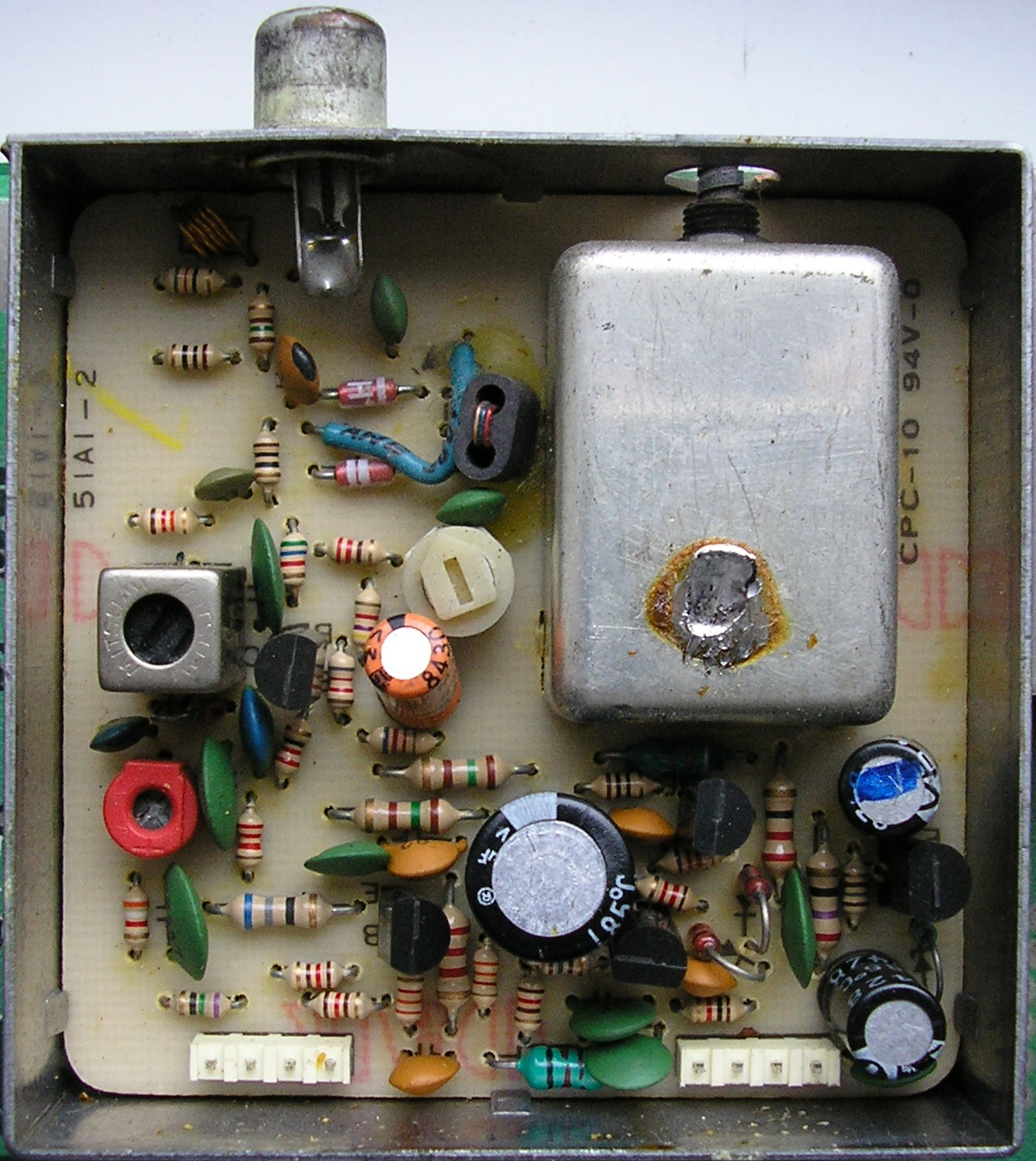
معدل الترددات الراديوية داخل كومودور 64 تم تصنيعه عام 1984 بنظام PAL

### المغيرات المتكاملة
عادةً ما يتم دمج مُعدِّلات التردد اللاسلكي في أجهزة VCR ، ووحدات تحكم ألعاب الفيديو حتى الجيل الرابع ، وفي أجهزة الكمبيوتر المنزلية 8 و 16 بت.
تم تزويد بعض الأنظمة بوحدة تعديل خارجية متصلة بكل من النظام ومقابس هوائي لي التلفزيون. أحد أسباب ذلك هو أن الجهاز الذي يخرج إشارة التردد اللاسلكي يجب أن يكون معتمدًا بشكل عام من قبل السلطات التنظيمية - مثل لجنة الاتصالات الفيدرالية الأمريكية (FCC) - وبالتالي من خلال وجود مُعدِّل تردد لاسلكي خارجي، فإن المُعدِّل نفسه فقط يحتاج إلى أن يكون معتمدًا، بدلاً من نظام ألعاب الفيديو بأكمله.[بحاجة لمصدر]

### مغيرات البث

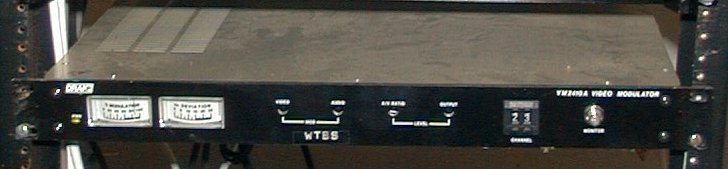
تلفزيون الكابل المغير السريع

يمكن أيضًا استخدام مُعدِّلات التردد اللاسلكي لأخذ إشارة الصوت والفيديو من فيديو مركب PAL أو NTSC أو RGB أو YUV أو مصدر AV مركب آخر، وإنشاء إشارة بث RF يمكن إدخالها في الموصل الهوائي / المحوري للتلفزيون.
تُستخدم مُعدِّلات الترددات الراديوية متعددة القنوات بشكل شائع في توزيع الصوت / الفيديو المنزلي. تحتوي هذه الأجهزة على مدخلات صوت وفيديو متعددة ومخرج RF واحد. يتم توصيل مخرجات الصوت / الفيديو من الأجهزة المصدر مثل مشغل DVD أو VCR أو مستقبل DSS بمدخلات الصوت / الفيديو على المغير. يتم بعد ذلك برمجة المغير لبث الإشارات على تردد معين. ثم يستقبل التلفزيون المتصل هذا البث اللاسلكي. عندما يتم ضبط التلفزيون على القناة المبرمجة، يتم الوصول إلى إشارة الفيديو والصوت للجهاز المصدر. يمكن أن يصبح تعديل التردد اللاسلكي أمرًا صعبًا في نظام CATV. يجب استخدام مرشحات التمرير العالي والتمرير المنخفض والشق لحظر ترددات أو قنوات معينة، بحيث يتمكن المُعدِّل من بث إشارة الصوت / الفيديو للجهاز المصدر على تلك القناة.
تشتمل المُعدِّلات «الاحترافية» مثل تلك المستخدمة في صناعة الكيبل التلفزيوني بشكل عام على ترشيح النطاق الجانبي الأثري والذي يكون غائبًا بشكل عام عن مُعدِّلات الدرجة «الاستهلاكية».
تُستخدم محولات الصوت RF في صوت السيارة المنخفض المستوى لإضافة أجهزة مثل مبدل الأقراص المضغوطة دون الحاجة إلى ترقيات أجهزة لوحة القيادة. على سبيل المثال ، يتم توصيل مقبس سماعة الرأس الخاص بمشغل الأقراص المضغوطة المحمول بالمغير، والذي يقوم بإخراج إشارة راديو FM منخفضة الطاقة يتم تشغيلها من خلال راديو السيارة. مغيرات FM للسيارة تعاني من فقدان الجودة ومشاكل التداخل. الأجهزة اللاحقة التي ستستخدم هذه الأنواع من المُعدِلات ستكون أجهزة iPod ومشغلات وسائط محمولة مماثلة.

## روابط خارجية
- ni.com - أساسيات التردد اللاسلكي والاتصالات
- maxim-ic.com - تكييف إشارات A / V لتعديل الترددات الراديوية
- radagast.org - التعديل والانحراف
- radio-electronics.com - تعديل NFC وإشارة التردد اللاسلكي